# (228) Agathe
Agathe és l'asteroide número 228. Va ser descobert per l'astrònom Johann Palisa des de l'observatori de Viena (Àustria), el 19 d'agost de 1882.
Agathe va rebre el nom de la filla menor de l'astrònom austríac Theodor von Oppolzer (1841-1886), professor d'astronomia a Viena.